# Boga vas
Boga vas – wieś w Słowenii, w gminie Ivančna Gorica. W 2018 roku liczyła 22 mieszkańców.